# جواز سفر مصري

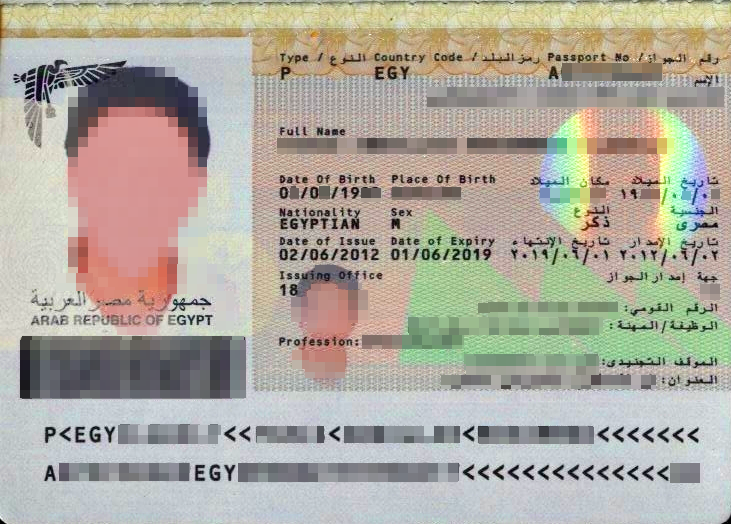
صفحة بيانات المواطن في الجواز الجديد

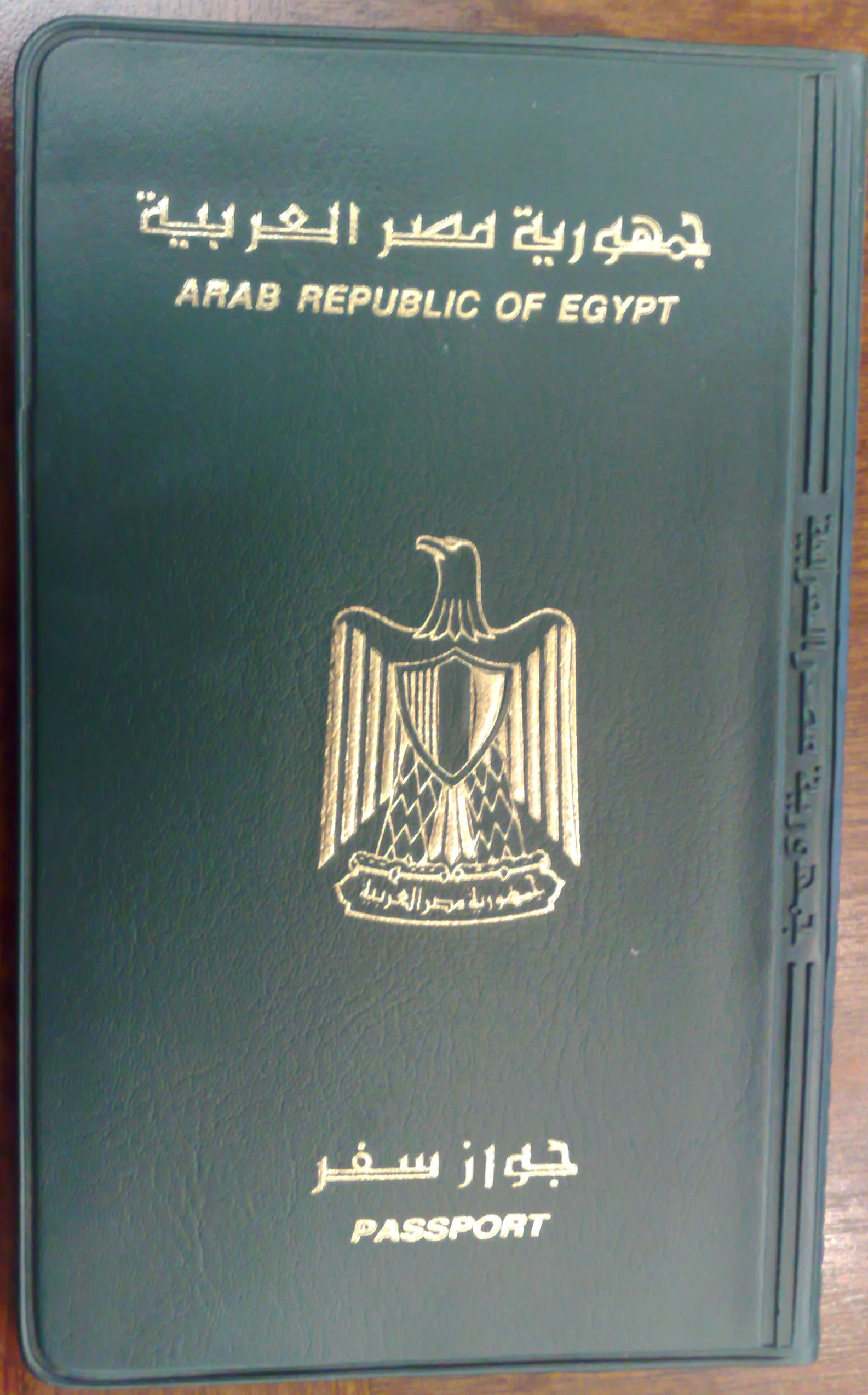
غلاف جواز السفر المصري القديم

جواز السفر المصري هو وثيقة رسمية تصدر لرعايا مصر لغرض السفر الدولي، وتستخدم دليلاً لإثبات الجنسية المصرية خارج مصر وتسهيل الحصول على مساعدة من مسؤولي القنصليات المصرية خارج مصر. يصدر جواز السفر المصري عمومًا بمدة صلاحية سبع سنوات، ويختلف الأمر عند طلاب الجامعات أو المدارس أو الذين لم يحدد موقفهم من الخدمة العسكرية. بعد انتهاء جواز السفر لا يكون قابلًا للتجديد، ولذلك يجب على المواطن التقدم بطلب للحصول على جواز سفر جديد مرة أخرى. أصدرت الحكومة المصرية في أواخر عام 2008 إصدارًا إلكترونيًّا جديدًا من الجواز؛ للتماشي مع المعايير العالمية الجديدة ومتطلبات منظمة الطيران المدني الدولي، وتوفر جوازات السفر الجديدة أمانًا أفضل وفعالية كبيرة في مكافحة التزوير.

## مميزاتجواز السفرالمصري
جواز السفر المصري القديم ذو لون أخضر داكن، عليه شعار مصر مزركشًا بارزًا في وسط الغلاف الأمامي، ويوجد أعلى شعار مصر الاسم الرسمي لمصر "جمهورية مصر العربية" بالعربية والإنجليزية (بالإنجليزية: Arab Republic of Egypt)‏ وأسفل شعار مصر عبارة "جواز سفر" بالعربية والإنجليزية (بالإنجليزية: Passport)‏. يحتوي الجواز المصري على 52 صفحة، ويبدأ فتح الجواز من اليمين إلى اليسار؛ لأن اللغة العربية تكتب من اليمين إلى اليسار. أما الجواز الجديد، فهو بنفس التصميم الخارجي مع اختلافه عن الجواز القديم في كون حجمه أصغر، وكون لون الغلاف أخضر فاتحًا مائلًا إلى الأزرق، وكتابة عبارتي "جمهورية مصر العربية" و "جواز سفر" بالخط الكوفي.

### سُلطات الإصدار
تصدر الجوازات المصرية من الإدارة العامة للجوازات والهجرة والجنسية بوزارة الداخلية أو القنصليات والسفارات المصرية خارج مصر. أما الجوازات الإلكترونية الجديدة، فتصدر في الإدارة العامة للجوازات والهجرة والجنسية وجميع فروعها في محافظات مصر. ولا تتوافر معلومات حتى الآن عن مدى توافر الجوازات الجديدة خارج مصر.

### محتوى الصفحات
في الجواز الإلكتروني تظهر معلومات حامل الجواز في الصفحة الأولى من الجواز، وتكون المعلومات بالترتيب التالي:
- رقم جواز السفر
- رمز البلد: يستخدم "EGY" للإشارة إلى مصر (بالإنجليزية: Egypt)‏ طبقًا لمعيار أيزو 3166-1 حرفي-3 لرموز البلدان.
- نوع المستند: يستخدم حرف "P" للإشارة إلى جواز السفر (بالإنجليزية: Passport)‏.
- الاسم بالعربية والإنجليزية
- تاريخ الميلاد
- مكان الميلاد
- الجنسية
- النوع (ذكر/أنثى)
- تاريخ الإصدار
- تاريخ الانتهاء
- جهة إصدار الجواز
- الرقم القومي
- الوظيفة/المهنة
- الموقف التجنيدي للذكور
- اسم الزوج وجنسيته للإناث المتزوجات
- العنوان داخل مصر
- صورة حامل جواز السفر
- باركود بصيغة PDF417: ويحمل رموز آلة القراءة.
- رموز لآلة القراءة: وتتضمن عدة بيانات منها نوع المستند والاسم باللغة الإنجليزية ورقم الجواز ورمز البلد والأرقام من الثاني إلى السابع من الرقم القومي والنوع (ذكر/أنثى).

### ملاحظات

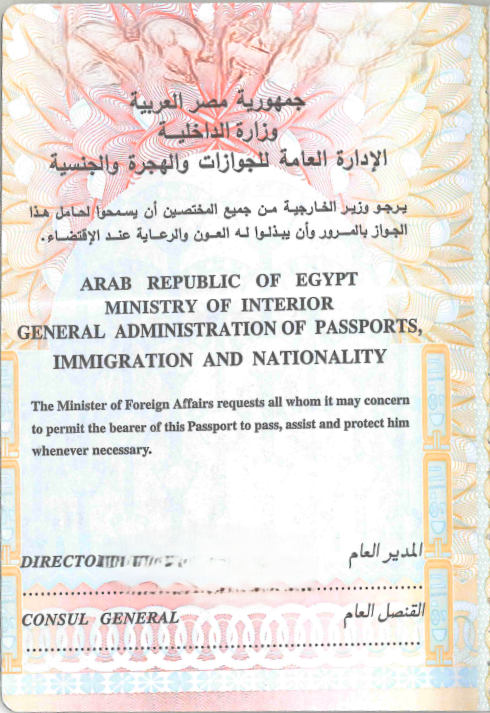
الصفحة الأخيرة بجواز السفر المصري.

### اللغات
كان نص جوازات السفر المصرية يطبع قديمًا باللغتين العربية والفرنسية، سواء قبل أو أثناء أو بعد الجمهورية العربية المتحدة للاتحاد مع سوريا. وفي الآونة الأخيرة حلت اللغة الإنجليزية محل اللغة الفرنسية.

## السفر بدون تأشيرة/تأشيرة فورية

### أفريقيا
| البلدان والأقاليم | شروط الحصول |
| ----------------- | --- |
| الرأس الأخضر      | استخراج التأشيرة عند الوصول |
| جزر القمر         | تأشيرة حرة لمدة 24 ساعة تصدر عند الوصول في حالات الترانزيت. في غضون تلك ال24 ساعة يجب تحويل التأشيرة إلى تأشيرة كاملة في مكتب الهجرة في موروني. (رسوم مستحقة الدفع) |
| جيبوتي            | تأشيرة لمدة شهر تصدر عند الوصول، بمبلغ 5000 فرنك جيبوتي |
| غينيا             | 3 أشهر |
| كينيا             | تأشيرة دخول لمدة 3 أشهر تصدر عند الوصول، بمبلغ 50 دولار |
| ليبيا             | التأشيرة مطلوبة |
| مدغشقر            | تأشيرة لمدة 90 يوم تصدر عن الوصول، بمبلغ 140,000 آراري؛ يوصي بشدة بالحصول على التأشيرة قبل السفر                                                                    |
| موزمبيق           | تأشيرة لمدة شهر تصدر عند الوصول، بمبلغ 25 دولار أميريكي |
| السودان           | شهر واحد |
| تنزانيا           | تأشيرة دخول تصدر عند الوصول، بمبلغ 50 دولار |
| توغو              | تأشيرة لمدة 7 أيام تصدر عند الوصول، بمايقارب 10، 000 ~ 35,000 |
| أوغندا            | تأشيرة لمدة 3 أشهر تصدر عند الوصول، بمبلغ 50 دولار أميريكي |
| زامبيا            | تأشيرة دخول تصدر عند الوصول، بمبلغ 50 دولار |
| زيمبابوي          | تأشيرة دخول لمدة 3 أشهر للعطلات/شهر للعمل تصدر عند الوصول، بمبلغ 30/55 دولار                                                                                        |

### الأمريكتين
| البلدان والأقاليم       | شروط الحصول                                             |
| ----------------------- | ------------------------------------------------------- |
| دومينيكا                | 21 يوم                                                  |
| الإكوادور               | 90 يوم                                                  |
| هايتي                   | 3 أشهر                                                  |
| نيكاراغوا               | بطاقة سياحية تصدر عند الوصول لمدة 90 يوم، بمبلغ 5 دولار |
| سانت كيتس ونيفيس        | 3 أشهر                                                  |
| سانت فينسنت والغرينادين | شهر واحد                                                |

### آسيا
| البلدان والأقاليم | شروط الحصول                                                    |
| ----------------- | -------------------------------------------------------------- |
| أذربيجان          | تأشيرة لمدة 30 يوم تصدر عند الوصول، بمبلغ 100 دولار أميريكي    |
| بنغلاديش          | تأشيرة لمدة 90 يوم تصدر عند الوصول، بمبلغ 50 دولار             |
| كمبوديا           | تأشيرة لمدة 30 يوم تصدر عند الوصول، بمبلغ 20~25 دولار أميريكي  |
| جورجيا            | تأشيرة لمدة 90 يوم تصدر عند الوصول                             |
| هونغ كونغ         | 90 يوم                                                         |
| إندونيسيا         | تأشيرة لمدة 30 يوم تصدر عند الوصول، بمبلغ 50 دولار أميريكي     |
| الأردن            | شهر واحد                                                       |
| كوريا الجنوبية    | 30 يوم                                                         |
| لاوس              | تأشيرة لمدة 30 يوم تصدر عند الوصول، بمبلغ 30 دولار أميريكي     |
| ماكاو             | 90 يوم                                                         |
| ماليزيا           | 3 أشهر                                                         |
| المالديف          | تأشيرة مجانية لمدة 30 يوم تصدر عند الوصول                      |
| نيبال             | تأشيرة لمدة 15/30/90 يوم تصدر عن الوصول، بمبلغ 25/50/100 دولار |
| سوريا             | 30 يوم                                                         |
| تيمور الشرقية     | تأشيرة لمدة 30 يوم تصدر عن الوصول، بمبلغ 300 دولار             |
| اليمن             | تأشيرة مجانية لمدة 30 يوم تصدر عند الوصول                      |

### أوروبا
| البلدان والأقاليم | شروط الحصول                        |
| ----------------- | ---------------------------------- |
| كوسوفو            | 90 يوم                             |
| الفاتيكان         | تأشيرة شنغن غير مطلوبة بحكم الواقع |

### أوقيانوسيا
| البلدان والأقاليم | شروط الحصول                               |
| ----------------- | ----------------------------------------- |
| جزر كوك           | 31 يوم                                    |
| ميكرونيسيا        | 30 يوم                                    |
| نييوي             | 30 يوم                                    |
| بالاو             | تأشيرة مجانية لمدة 30 يوم تصدر عند الوصول |
| ساموا             | تأشيرة مجانية لمدة 60 يوم تصدر عند الوصول |
| توفالو            | تأشيرة مجانية لمدة 30 يوم تصدر عند الوصول |